# Huesca
Huesca (em aragonês: Uesca; em latim Osca) é um município da Espanha, pertencente à comunidade autónoma de Aragão e capital da província homónima.

## Geografia

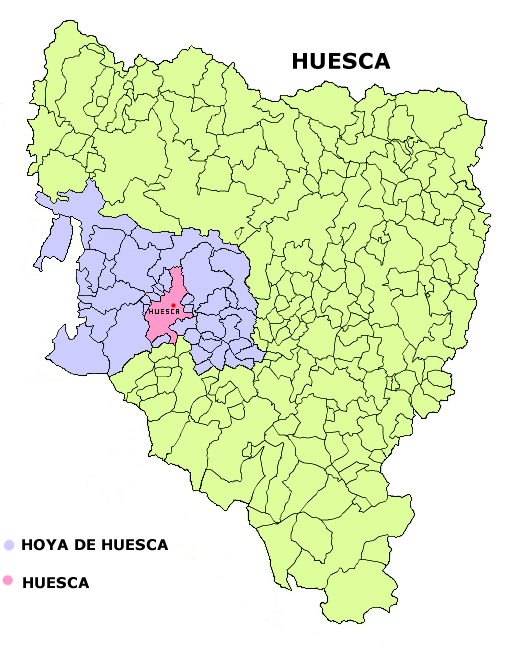
Huesca na Hoya de Huesca

Está situada no vale do Ebro, junto ao rio Isuela, no sopé das serras dos Pirenéus.

## História
Na Antiguidade, os Iberos (concretamente os Ilergetes) ocupavam a região antes da chegada dos Romanos. A cidade é mencionada em moedas do século II a.C. como Bolskan.
A Osca dos Romanos, cidade da Hispania Tarraconensis, era uma cidade plenamente romanizada. Foi capital da Hispânia sublevada de Sertório contra a República, e elevada à categoria de município por Augusto em 30 a.C..
Após a etapa visigoda, e a invasão árabe, Osca será controlada pelos muçulmanos, que a chamam Wasqa. Convertida em fronteira frente aos reinos cristãos do norte, serão insistentes as tentativas de assédio da cidade, o que a obrigará a converter-se em base militar de primeira ordem.
Em 1094 o rei cristão Sancho Ramírez tentou conquistá-la construindo o castelo de Montearagón. Sancho Ramírez morreu ao ser alvejado por una flecha enquanto inspeccionava a muralha. Na primavera de 1096 o exército cristão com o rei Pedro I de Aragão à frente, montou cerco a Huesca durante seis meses. A cidade caiu e foi entregue a Pedro, vencedor da batalha dos Llanos de Alcoraz, conforme acordo prévio entre muçulmanos e cristãos.
Durante a Guerra Civil Espanhola (1936-39) a "frente de Huesca" foi cenário de alguns dos mais violentos confrontos entre os beligerantes.

## Cultura
- Artigos Literários
- Huesca Portal Web
- Museu Diocesano de Huesca
- Museu de Huesca
- Museu Arqueológico
- Centro de Arte e Natureza www.cdan.es
- Museu Pedagógico
- Huesca é um conto. Festival Internacional da Oralidad
- Periferias www.periferias.org
- Feira de Teatro
- Okuparte
- Festival de Cinema www.huesca-filmfestival.com
- Congresso de Jornalismo digital Site do Congresso
- As festas de São Lourenço e a Semana Santa oscense foram declaradas Festas de Interesse Turístico em Espanha.
- Escultura de Pedro Anía Gérez

## Monumentos

### Monumentos religiosos

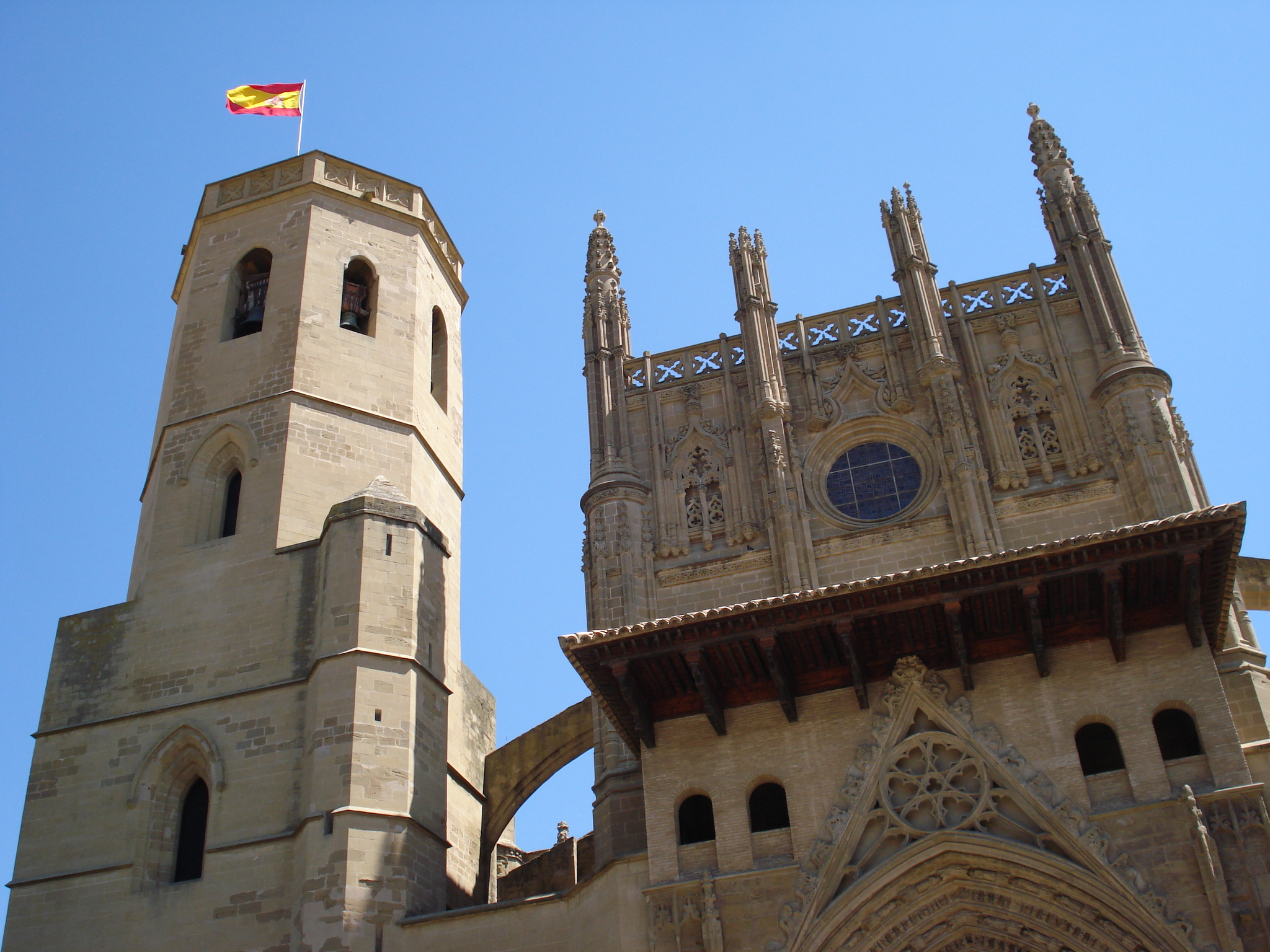
Catedral de Huesca

- Catedral de Huesca. Bonita igreja do gótico primitivo. Séculos XIII-XIV.
- Igreja de São Pedro (Iglesia de San Pedro el Viejo), 1100-1241, uma das mais antigas construções românicas na Península. Reconstruída no século XVIII, inclui o claustro de 1140.
- Igreja de São Lourenço (Iglesia de San Lorenzo), século XVII/XVIII
- Igreja de Santo Domingo, barroco.
- Igreja da Companhia de São Vicente, século XVII.
- Ermida de Nossa Sra. de Salas-M.H.A.-, românico e barroco
- Ermida do Loreto
- Ermida de São Jorge -século XVI-, lembrando a Batalha de Alcoraz
- Ermida das Mártires
- Ermida de Santa Luzia
- Ermida de Jara, em ruína

### Monumentos civis

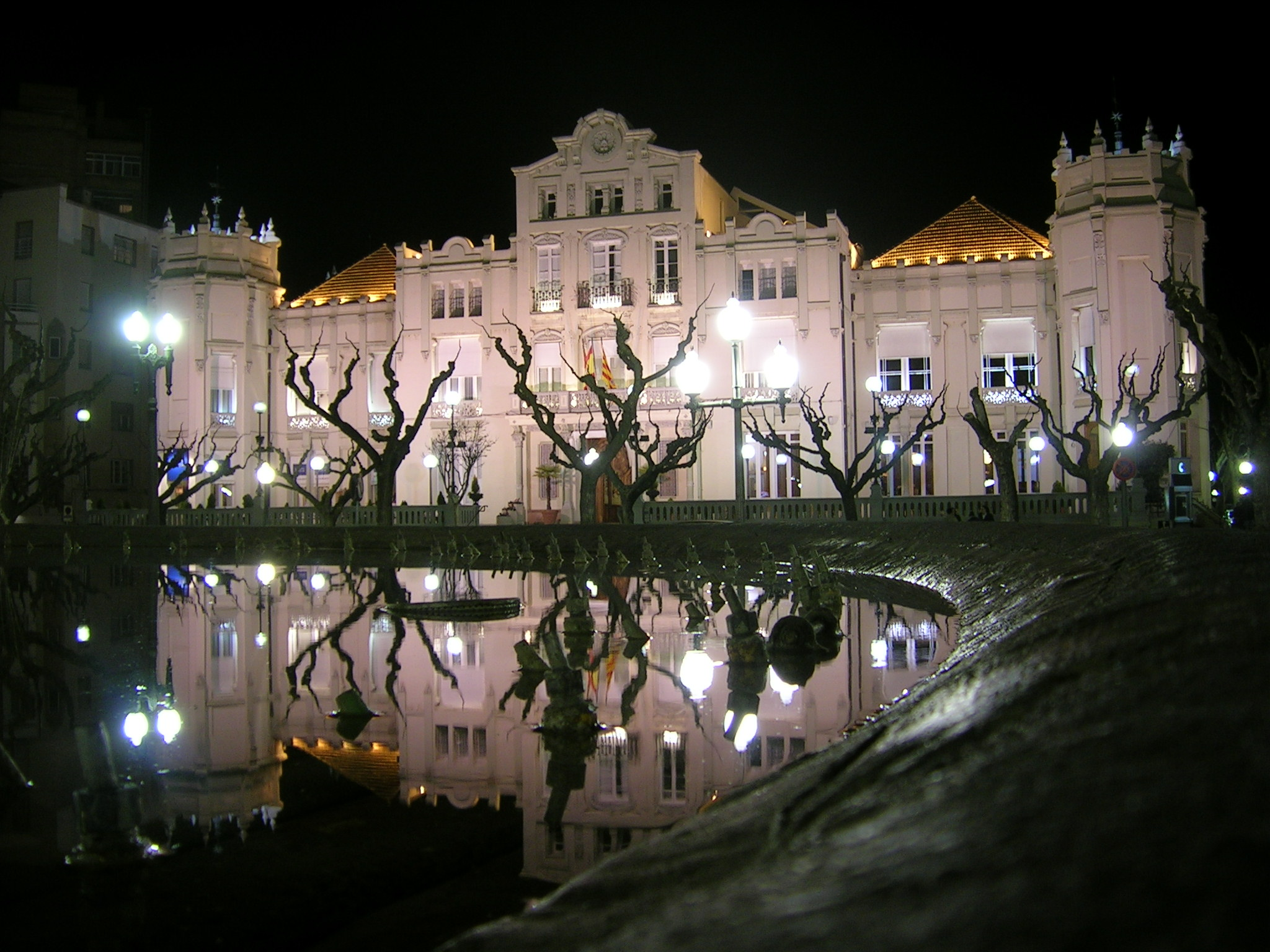
O antigo Casino Municipal de Huesca

- Câmara Municipal - Um bom exemplo de casa consistorial aragonesa do Século XVI.
- Muralhas, desde a rua Costa até a praça de touros, com características islâmicas e acrescentados posteriores.
- Edifícios civis do XVI ao XVII, as casas de Climent -Santa Ana- Oña, Claver, Aísa, Palácio de Villahermosa (que funciona como biblioteca).
- Século XX: Círculo Oscense, Matadero, Correios e Delegação de Fazenda. Pavilhão Municipal de Desportos (Miralles-Pinós), Centro de Arte e Natureza (R.Moneo), antigo Casino Municipal.